# الممون
الممون هو من يزود طاقم السفينة بالطعام والمؤن الأخرى أثناء السفر عبر البحر. وفقًا للتقليد. 
هناك بعض الاستخدامات الأخرى لهذا المصطلح منها:
- السفينة الممونة: هي مورد الطعام الرسمي للأسطول الملكي في القرنين الثامن والتاسع عشر حيث كانت السفن هي الممون آنذاك
- وتستخدم كلمة الممون كمصطلح بديل لكلمة دكاني المعسكر( بالإنجليزية: sutler) وهو الشخص الذي يبيع المؤن للجيش.
- والممون المرخص هو الاسم الرسمي لمالك منزل حكومي أو عام أو لأي مؤسسة مرخصة أخرى.
- وفي أيرلندا، تطلق كلمة الممون على الجزار.